# Кабаре
Кабарето (на френски: cabaret) е неголямо развлекателно заведение с лека художествена програма от песни, едноактни пиеси, скечове, танцови номера, водени от конферансие.
Възниква във Франция. Първото кабаре „Черна котка“ (Le chat noir) е основано от Родолф Салис на улица „Монмартър“ в Париж през 1881 г. За най-известно обаче се счита друго парижко кабаре – „Мулен Руж“.